# Mike Vanderjagt
(en) Statistiques sur pro-football-reference
Mike Vanderjagt (né le 24 mars 1970 à Oakville en Ontario) est un joueur canadien de football américain qui évoluait au poste de kicker.

## Carrière
Il effectue plusieurs saisons en Ligue canadienne de football, en 1993 puis en 1996 et 1997 avec les Argonauts de Toronto. Il débute ensuite en NFL à partir de la saison 1998 avec les Colts d'Indianapolis.
En 2006, les Colts font signer Adam Vinatieri pour remplacer Vanderjack, ce dernier est pris comme buteur par les Cowboys de Dallas. Il est congédié le 28 novembre 2006 et remplacé par Martin Gramatica.
À la fin de sa carrière, Vanderjagt a disputé 135 matchs de NFL, réussissant 230 field goals sur 266 tentés, soit 86,5 % de réussite. C’est le buteur qui a le taux de réussite le plus élevé de toute l'histoire de la NFL (voir article connexe).

## Statistiques
| Année  | Équipe  | MJ     |        | Field goals | Field goals | Field goals | Field goals |         | Extra Points | Extra Points | Extra Points |      | Punt | Punt | Punt |
| Année  | Équipe  | MJ     | Tentés | Réussis     | %           | Long        | Tentés      | Réussis | %            | Tentés       | Yards        | Moy. |      |      |      |
| 1998   | Colts   | 14     | 31     | 27          | 87,1        | 53          | 23          | 23      | 100          |              |              |      |      |      |      |
| 1999   | Colts   | 16     | 38     | 34          | 89,5        | 53          | 43          | 43      | 100          |              |              |      |      |      |      |
| 2000   | Colts   | 16     | 27     | 25          | 92,6        | 48          | 46          | 46      | 100          |              |              |      |      |      |      |
| 2001   | Colts   | 16     | 34     | 28          | 82,4        | 52          | 42          | 41      | 97,6         |              |              |      |      |      |      |
| 2002   | Colts   | 16     | 31     | 23          | 74,2        | 54          | 34          | 34      | 100          |              |              |      |      |      |      |
| 2003   | Colts   | 16     | 37     | 37          | 100         | 50          | 46          | 46      | 100          | 1            | 29           | 29   |      |      |      |
| 2004   | Colts   | 15     | 25     | 20          | 80          | 47          | 60          | 59      | 98,3         |              |              |      |      |      |      |
| 2005   | Colts   | 16     | 25     | 23          | 92          | 48          | 52          | 52      | 100          |              |              |      |      |      |      |
| 2006   | Cowboys | 10     | 18     | 13          | 72,2        | 50          | 33          | 33      | 100          |              |              |      |      |      |      |
| Totaux | Totaux  | Totaux | 266    | 230         | 86,5        | 54          | 379         | 377     | 99,5         | 1            | 29           | 29   |      |      |      |

## Palmarès
- Coupe Grey en 1996 et 1997